# Kahvisaari (ö i Nyland)
Kahvisaari är en ö i Finland. Den ligger i sjön Lojo sjö och i kommunen Lojo i den ekonomiska regionen  Helsingfors  och landskapet Nyland, i den södra delen av landet, 50 km väster om huvudstaden Helsingfors. Öns största längd är 30 meter i nord-sydlig riktning.